# Rachel Makinson
Kathleen Rachel Makinson (nacida White; Reino Unido, 15 de febrero de 1917-Sídney, 18 de octubre de 2014) fue una investigadora científica australiana. Ocupó varios puestos destacados en la Organización de Investigación Científica e Industrial del Commonwealth (CSIRO) de Australia.

## Biografía
Consiguió un beca y estudió física en la Universidad de Cambridge. Poco antes de la Segunda Guerra Mundial se casó con un físico australiano y ambos se trasladaron a vivir a Australia. Su doctorado en esa misma universidad de Cambridge lo consiguió en 1970.
Comenzó a trabajar en la División de Física Textil en 1953, y fue una de las principales investigadoras científicas de 1971 a 1977. Fue la primera mujer en convertirse en investigadora jefe científica del CSIRO (1977-1982). De 1979 a 1982 fue subjefa de la división y la primera mujer que ocupó ese cargo.
En 1981, fue elegida miembro de la Academia Australiana de Ciencias Tecnológicas e Ingeniería; en 1982 fue nombrada, por su «servicio público en el campo de la investigación de la lana», miembro de la División General de la Orden de Australia.